# 弗兰茨·梅林

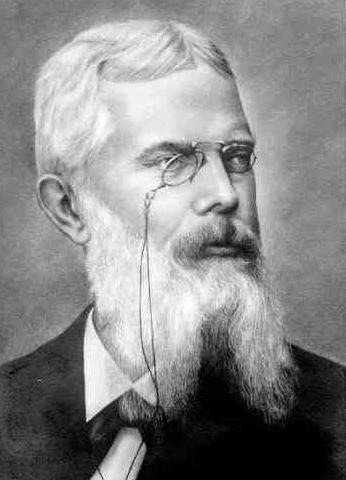
弗兰茨·梅林

弗兰茨·梅林（德語：Franz Erdmann Mehring；1846年—1919年）是一位德国公共知识分子、政治家、历史学家、国际工人运动活动家，还是德国社会民主党左翼领袖、理论家以及德国共产党创始人之一。